# 天鷹座V
天鷹座V，又名BD-05 4858，HD 177336、SAO 142985、HR 7220，是天鷹座的一颗恒星，视星等为6.9，位于銀經29.33，銀緯-5.47，其B1900.0坐标为赤經18h 59m 3.7s，赤緯-5° -5.47′ 59″。